# Alexandre Lippmann
Alexandre Auguste Lippmann (11. června 1881 Paříž – 23. února 1960 Paříž) byl francouzský šermíř a malíř, dvojnásobný olympijský vítěz.

## Mládí a osobní život
Lippmann se narodil v 17. pařížském obvodu ve Francii. Prostřednictvím své matky Marie-Alexandrine-Henriette Dumas byl vnukem Alexandra Dumase mladšího a pravnukem francouzského spisovatele Alexandra Dumase staršího. Jeho otec byl Žid. Lippmann byl také žánrovým malířem. Zemřel v roce 1960 v 8. pařížském obvodu.

## Sportovní kariéra
V roce 1909 vyhrál mistrovství Francie v šermu.
Na třech různých olympijských hrách získal pět medailí, z toho dvě zlaté: na olympijských hrách v Londýně v roce 1908 získal týmové zlato a individuální stříbro, na olympijských hrách v Antverpách v roce 1920 získal týmový bronz a individuální stříbro a na olympijských hrách v Paříži v roce 1924 získal týmové zlato.
Příležitost šermovat na dalších dvou olympijských hrách mu unikla. Důvodem byla neúčast francouzských šermířů na olympijských hrách ve Stockholmu v roce 1912, protože Francie nesouhlasila s pravidly soutěže, a první světová válka, která způsobila zrušení olympijských her v roce 1916.
Lippmann byl v roce 1984 uveden do Mezinárodní židovské sportovní síně slávy.